# Mimosa coelho-de-moraesii
Mimosa coelho-de-moraesii är en ärtväxtart som beskrevs av Pickel och Osvaldo Handro. Mimosa coelho-de-moraesii ingår i släktet mimosor, och familjen ärtväxter. Inga underarter finns listade i Catalogue of Life.